# Aliman, Constanța
Aliman este satul de reședință al comunei cu același nume din județul Constanța, Dobrogea, România. Se află în partea de sud-vest a județului, în Lunca Dunării. La recensământul din 2002 avea o populație de 783 locuitori. Aici s-a născut Dan Spătaru.